# Provincia Lodi
Lodi este o provincie în regiunea Lombardia, Italia. Se învecinează la nord cu provincia Milano, la est cu provincia Cremona, la sud cu regiunea Emilia-Romagna și la vest cu provincia Pavia.

## Localități mai importante
- Lodi - 42.702 locuitori
- Codogno - 16.000 locuitori
- Casalpusterlengo - 14.626 locuitori
- Sant'Angelo Lodigiano - 12.684 locuitori
- Lodi Vecchio - 7.218 locuitori